# Кімару Сонгок
Кімару Сонгок (англ. Kimaru Songok; 1936) — кенійський легкоатлет, чемпіон Всеафриканських ігор, олімпієць.

## Життєпис
На Іграх Британської імперії і Співдружності 1962 року у Перті (Австралія) посів 2-ге місце у змаганнях з бігу на 440 ярдів з бар'єрами. Також фінішував 5-им у півфіналі естафети 4×440 ярдів (разом з Пітером Френсісом, Серафіно Антао і Вілсоном Кіпругутом).
На літніх Олімпійських іграх 1964 року у Токіо (Японія) брав участь у змаганнях з бігу на 400 метрів з бар'єрами, проте вибув у першому колі, посівши 7-ме місце.
На перших Всеафриканських іграх 1965 року у Браззавілі (Республіка Конго) переміг у змаганнях з бігу на 400 метрів з бар'єрами.
На Іграх Британської імперії і Співдружності 1966 року у Кінгстоні (Ямайка) брав участь у забігах на 120 ярдів з бар'єрами, а також на 440 ярдів з бар'єрами.
На літніх Олімпійських іграх 1968 року у Мехіко (Мексика) брав участь у змаганнях з бігу на 110 метрів з бар'єрами (6-те місце у першому раунді) і на 400 метрів з бар'єрами (5-те місце у першому раунді).